# Rancateureup
Rancateureup is een bestuurslaag in het regentschap Pandeglang van de provincie Banten, Indonesië. Rancateureup telt 2628 inwoners (volkstelling 2010).